# Отель без персонала
Отель без персонала — отель, функционирующий при помощи автоматических устройств, без непосредственного контакта гостя и обслуживающего персонала. 
Отель без персонала представляет собой новый вариант гостиничных услуг.
Укрепление позиций отеля без персонала произошло в 2009 году под влиянием экономического кризиса после многочисленных пробных проектов. Целью его создания была необходимость предложить туристам или людям, находящимся в командировке, более бюджетный вариант для ночлега, не снижая при этом качество оформления комнат. Нишей для экономии в данном случае представлялись услуги персонала. В основу идеи входил принцип отказа от того, кто будет открывать дверь и заносить багаж в комнату. Отказаться от предоставления завтрака, полупансиона или полного пансиона можно было только в тех районах, где по соседству было достаточно ресторанов и кафе.
В январе 2010 года в Лейпциге на Аугустусплац стартовал проект Vasano-Hotel, в котором 18 пятизвёздочных номеров предлагались по цене четырёхзвёздочных. Зайти в здание можно с помощью автомата на входе. После оплаты кредитной картой или чеком открывается дверь. Также в здании отеля находится ресторан. Свежие булочки к завтраку и газеты доставляются каждое утро к двери, а приготовленный завтрак стоит в холодильнике. По электронной почте можно заказать билеты в театр или столик в ресторане. В аварийной ситуации можно воспользоваться экстренной видеосвязью. В апреле 2011 года по причине защиты товарных знаков отель переименовали в Abito Suites.
В Финляндии можно найти 8 домов финской гостиничной сети «Оменахотелли» (фин. Omenahotelli), два из которых расположены в Хельсинки. Гостиничная сеть предлагает просто обставленные комнаты для заселения не более четырёх человек. Комнаты с нишей для плиты и чайником можно забронировать и оплатить онлайн. Код для входа гость получает по смс или электронной почте. Бывшие отели этой сети в Стокгольме и Копенгагене закрыты. В феврале 2015 года владелец отеля в Стокгольме обанкротился.
Следующий отель похожего типа с 14 комнатами был открыт в 2009 году в Вальдкирх в Швейцарии. Отель функционирует при помощи автомата, который выдает код для входа после оплаты. По такому же типу в автоматах в комнате можно купить напитки и еду.